# Dietland
Dietland  – amerykański serial telewizyjny (czarna komedia, dramat) wyprodukowany przez Skydance Television, AMC Studios, Mockingbird Pictures oraz Tiny Pyro., który jest adaptacją powieści o tym samym tytule autorstwa Sarai Walker. Serial był emitowany od 4 czerwca do 30 lipca 2018 roku przez AMC.
W Polsce emitowany od 5 czerwca 2018 na Amazon Prime Video. 21 września 2018 roku, stacja ogłosiła anulowanie serialu po jednym sezonie.

## Fabuła
Serial skupia się na otyłej Plum Kettle, redaktorce modowej, która chce się poddać operacji odchudzającej. Ale przeszkadzają jej w tym organizacje feministyczne.

## Obsada
- Joy Nash jako Plum Kettle[3]
- Julianna Margulies jako Kitty Montgomery[4]
- Dariush Kashani
- Erin Darke
- Alanna Ubach jako Marlowe Buchanan[5]
- Ami Sheth jako Sana[5]
- Campbell Scott jako Stanley Austen[5]
- Jen Ponton jako Rubi[5]
- Kelly Hu jako Abra Austen[5]
- Marc Blucas jako Bobby[5]
- Mark Tallman jako Jake[6]
- Mya Taylor jako Barbara[6]
- Ricardo Davila jako Eladio[7]
- Robin Weigert jako Serena Baptist[8]
- Rowena King jako Cheryl Crane-Murphy[9]
- Tramell Tillman jako Steven[10]
- Will Seefried jako Ben[10]

## Odcinki
| Sezon | Odcinki | Oryginalna emisja w AMC | Oryginalna emisja w AMC |
| Sezon | Odcinki | Premiera sezonu         | Finał sezonu            |
| ----- | ------- | ----------------------- | ----------------------- |
| 1     | 10      | 4 czerwca 2018          | 30 lipca 2018           |

### Sezon 1 (2018)
| Nr | Tytuł              | Reżyseria      | Scenariusz                          | Premiera w AMC  |
| -- | ------------------ | -------------- | ----------------------------------- | --------------- |
| 1  | Pilot              | Marti Noxon    | Marti Noxon                         | 4 czerwca 2018  |
| 2  | Tender Belly       | Marti Noxon    | Marti Noxon                         | 4 czerwca 2018  |
| 3  | Y Not              | Michael Trim   | Jacqueline Hoyt                     | 11 czerwca 2018 |
| 4  | F... This          | Michael Trim   | Nancy Fichman, Jennifer Hoppe-House | 18 czerwca 2018 |
| 5  | Plum Tuckered      | Amy York Rubin | Matt Shire                          | 25 czerwca 2018 |
| 6  | Belly of the Beast | Amy York Rubin | Janine Nabers                       | 2 lipca 2018    |
| 7  | Monster High       | Helen Shaver   | Marshall Heyman                     | 9 lipca 2018    |
| 8  | Red Fatties        | Helen Shaver   | Nancy Fichman, Jennifer Hoppe-House | 16 lipca 2018   |
| 9  | Woman Down         | Liesl Tommy    | Jacqueline Hoyt, Marti Noxon        | 23 lipca 2018   |
| 10 | Bedwomb            | Marti Noxon    | Marti Noxon                         | 30 lipca 2018   |

## Produkcja
Pod koniec lipca 2017 roku, stacja  AMC zamówiła pierwszy sezon serialu.
W połowie sierpnia 2017 roku, ogłoszono, że główną rolę zagra Joy Nash.
W listopadzie 2017 roku poinformowano, że do obsady dołączyli: Julianna Margulies jako Kitty Montgomery, Rowena King jako Cheryl Crane-Murphy, Robin Weigert jako Serena Baptist, Tramell Tillman jako Steven, Will Seefried jako Ben, Ricardo Davila jako Eladio.
W kolejnym miesiącu obsada serialu powiększyła się o Marka Tallmana i Mya'ia Taylor.
Pod koniec marca 2018 roku ogłoszono, że do obsady dramatu dołączyli: Alanna Ubach jako Marlowe Buchanan, Ami Sheth jako Sana, Campbell Scott jako Stanley Austen, Jen Ponton jako Rubi, Kelly Hu jako Abra Austen oraz Marc Blucas jako Bobby.